# Le Démon du logis
Pour plus de détails, voir Fiche technique et Distribution.
Le Démon du logis (Dear Wife) est un film américain réalisé en 1949 par Richard Haydn. 

## Synopsis
Quelque temps après avoir été démobilisé, Bill Seacroft, marié à la délicieuse Ruth, est victime des agissements de Miriam, sa jeune belle-sœur, qui n'a pas trouvé mieux que de faire circuler une pétition l'appelant à se présenter aux élections sénatoriales. Chose d'autant plus inenvisageable que son beau-père, le terrible juge Wilkins, est déjà candidat.

## Fiche technique
- Titre original : Dear Wife
- Titre français : Le Démon du logis (en Belgique : Le Démon du foyer)
- Réalisation : Richard Haydn
- Producteur : Richard Maibaum
- Scénario : Arthur Sheekman, N. Richard Nash, d'après les personnages de la pièce Dear Ruth de Norman Krasna
- Directeur de la photographie : Stuart Thompson
- Musique : Joseph J. Lilley, Van Cleave
- Décors : Hans Dreier, Earl Hedrick, exécutés par Sam Comer, Emile Kuri
- Montage : Doane Harrison (supervision), Archie Marshek
- Son : Gene Merritt, Gene Garvin
- Production et distribution : Paramount Pictures
- Procédé : 35 mm (positif & négatif), noir et blanc, format 1 x 1,37
- Système sonore : Western Electric (son monographique)
- Genre : Comédie
- Durée : 88 minutes
- Sortie USA : 15 novembre 1949
- Sortie France : 26 janvier 1951

## Interprétation
- William Holden : Bill Seacroft, le mari de Ruth
- Joan Caulfield : Ruth Seacroft, sa femme
- Mona Freeman : Miriam Wilkins, la terrible sœur cadette de Ruth
- Edward Arnold : le juge Harry Wilkins, le père de Ruth et de Miriam
- Billy De Wolfe : Albert Kummer, l'ex-fiancé de Ruth et patron de Bill
- Mary Phillips : Mrs. Wilkins, le père de Ruth et de Miriam
- Arleen Whelan : Tommy Murphy, une belle jeune femme, directrice de campagne de Bill
- Raymond Roe : Ziggy, l'ami de Miriam

## Note
- Suite du Fiancé de ma fiancée (Dear Ruth) de William D. Russell